# Hannah Callowhill Penn

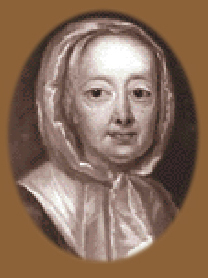
Porträt von Hanah Callowhill Penn aus dem Jahre 1720

Hannah Callowhill Penn (* 11. Februar 1671; † 1727) war die zweite Ehefrau des Quäkers William Penn. Sie verwaltete sechs Jahre lang die Provinz Pennsylvania, nachdem ihr Gatte drei Schlaganfälle erlitten hatte und weitere acht Jahre nach dem Tod ihres Mannes. Sie ist die erste Frau, die Ehrenbürgerin der Vereinigten Staaten von Amerika wurde. Die Ehrenbürgerwürde wurde ihr am 28. November 1984 durch eine Bekanntmachung des Präsidenten gemäß einem Bundesgesetz (PL.98-516) vom damaligen Präsidenten Ronald Reagan posthum verliehen.
Hannah Callowhill heiratete William Penn, der 52 Jahre alt war, im Alter von 24 Jahren. Sie war mit dem zweiten ihrer acht Kinder schwanger, als das Ehepaar von England aus seine drei Monate dauernde Reise nach Amerika antrat. Als William Penn mit 73 Jahren am 30. Juli 1718 starb, verfügte sein Testament, dass Hannah Callowhill Penn die vollständige Verwaltung über die Provinz Pennsylvania und sein Vermögen übernimmt. Der älteste Sohn William Penns versuchte bei seiner Hochzeit, die Kontrolle über Pennsylvania zu erhalten, scheiterte jedoch. Hannah Penn starb mit 55 Jahren an einem Schlaganfall.
Die Callowhill Street in Philadelphia wurde nach Hannah Penn von ihrem Mann benannt, als dieser die Stadt anlegte. Eine Mittelschule in York (Pennsylvania) wurde ebenfalls nach ihr benannt.